# Церетрій
Церетрій або Керетрій (нар. ? —277 до н. е.) — кельтський цар у Фракії у 280—277 роках до н. е. Ім'я перекладається як «Славетний».

## Життєпис
Був вождем одного з кельтських племен (якого достеменно, невідомо), що вдерлися до Балканського півострова під загальною орудою Бренна. У 281 році до н. е. за домовленістю з останнім Церетрій очолив кельтів (загалом 20 тис. вояків), що рушили до Фракії. Тут він здобув перемоги з різними племенами фракійців та трибаллів.
У 280 році до н. е. завдав поразки Одриському царству, захопивши й сплюндрувавши його столицю Севтополь. Незабаром був остаточно переможений одриський цар Котіс II, який загинув.
У 279 році до н. е. на основній частині переможеного царства Церетрій заснував власну державу. У цей час до його війська долучилися загони Леонорія та Лутарія, які згодом переправилися до Малої Азії, а також певна частина основних сил кельтського війська, які зазнали поразки у битві під Дельфами. Останніх очолював Комонторій. У своїх походах Церетрій доходив до Візантії, підкоривши землі південної Фракії, Геллеспонту, півострова Халкідіки. Візантій погодився на сплату щорічної данини у 80 талантів золота (2120 кг). У 278 році до н. е. засновує резиденцію в Тилісі (за різними версіями на місці сучасних сіл Тулово або Комунари в Болгарії).
Проте Церетрій не встиг надати своїй «державі» стійкості, оскільки проти нього виступив Антигон II Гонат. У 277 році до н. е. відбулася вирішальна битва біля Лісімахії (біля сучасного міста Геліболу, Туреччина) між військами Церетрія та Антигона II, у якій перший зазнав поразки в результаті засідки й загинув. Утім його спадкоємець Комонторій зумів зберегти царство кельтів у Фракії.